# Pascal Niggenkemper

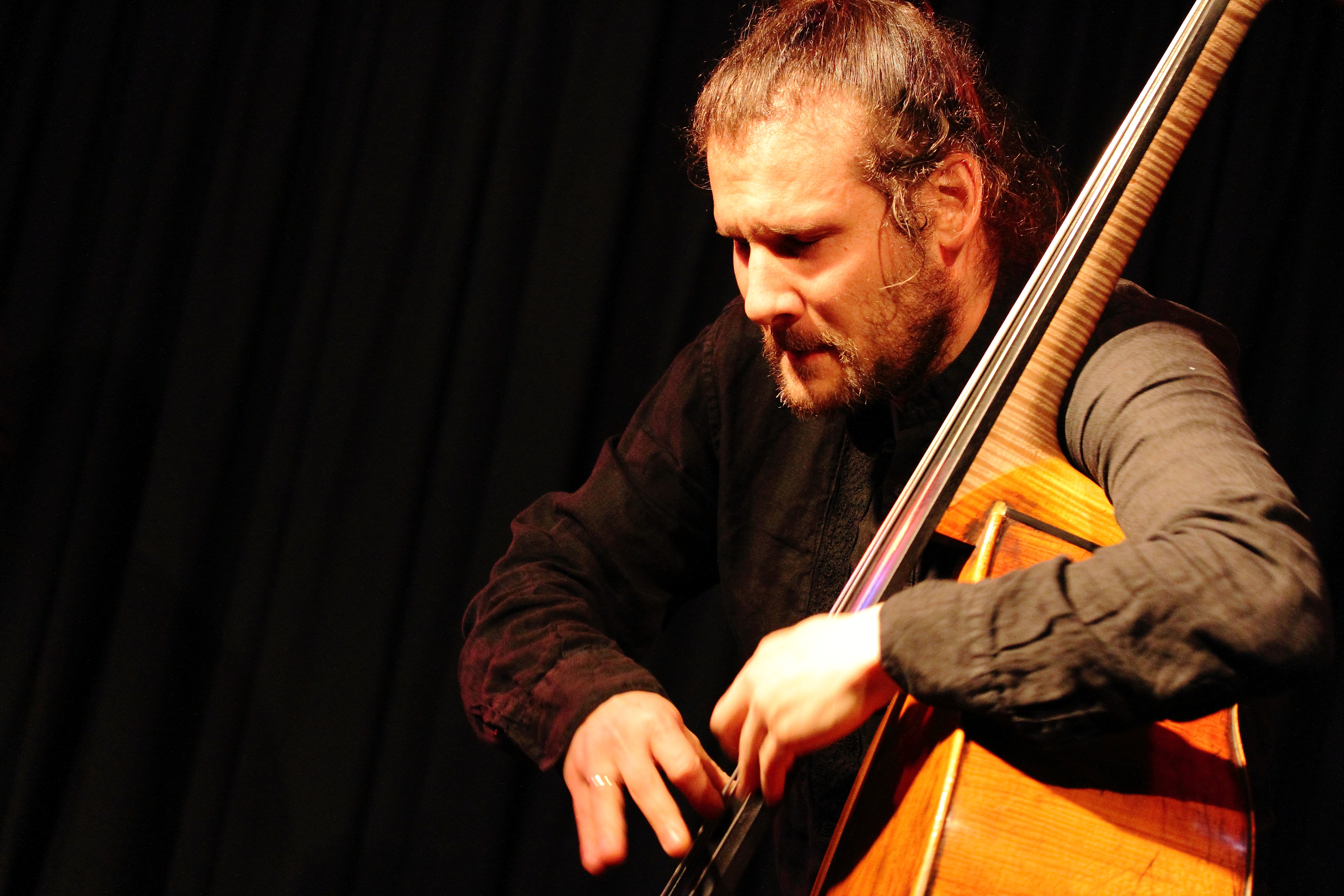
Pascal Niggenkemper 2015 im club W71

Pascal Niggenkemper (* 12. Juni 1978 in Engen, Hegau) ist ein deutsch-französischer Jazzmusiker (Kontrabass und Bandleader).

## Leben und Wirken
Niggenkemper lernte zunächst Geige und Klavier, bevor er mit 16 Jahren zum E-Bass und schließlich zum Kontrabass wechselte. Von 1999 bis 2004 studierte er an der Musikhochschule Köln Jazzkontrabass bei Dieter Manderscheid, seit 2002 bei Veit Schüßler klassischen Kontrabass und ab 2005 als Stipendiat des DAAD in New York, wo er an der Manhattan School of Music bei Jay Anderson studierte und den Master erwarb. Er spielte auch in der Landesjugendbigband NRW und im Bundesjazzorchester unter der Leitung von Peter Herbolzheimer. 
In seiner Beschäftigung mit improvisierter Musik wirkte er an dem Multimedia-Tanzprojekt Turbo Pascale mit, mit Auftritten beim Jazzfestival Moers, der Jazzmesse Jazzahead Bremen und der WDR Jazznight. Des Weiteren war er Mitglied im Trio Sence (Album teine jälg) und arbeitete mit Kristjan Randalu. 2006 spielte er in Los Angeles u. a. mit Maria Schneider, Vince Mendoza  und Gonzalo Rubalcaba. Auch wirkte er in der Henry Mancini Institute Big Band an dem Album Elevatiuon mit. 2009 gehörte er der Formation Mizo an. In New York gründete er ein eigenes Trio mit Robin Verheyen (Saxophon) und Tyshawn Sorey (Schlagzeug, Piano), mit dem ein erstes Album für das Label Konnex (pasàpas) und bei Europatourneen Aufnahmen für den WDR und den BR entstanden. Eine weitere Trioformation ist Pascal's Newfield mit dem Gitarristen Scott DuBois und dem Schlagzeuger Jeff Davis. 
Mit seinem Trio aus Robin Verheyen und Tyshawn Sorey legte er 2010 das Album Urban Creatures vor. Sein 2011 gegründeten Septett Vision 7, zu dem Frank Gratkowski, Émilie Lesbros, Eve Risser, Frantz Loriot, Christian Lillinger und Els Vandeweyer gehören, präsentierte er bei den Festivals Jazzdor in Berlin (arte live web), Jazz à la Cité in Paris, Vive le Jazz in Köln sowie Jazzdor in Strasbourg sowie beim Pori Jazz. Dessen CD Lucky Prime erschien 2013 bei Clean Feed Records. Sein Trio upcoming hurricane mit Simon Nabatov am Klavier und Gerald Cleaver am Schlagzeug hat 2011 ein gleichnamiges Album veröffentlicht und tourte in Nordamerika. Er lebt jetzt im Elsass.
Niggenkemper spielt seit 2013 auch Solo-Programme wie Look with Thine Ears. 2013 präsentierte er das Doppeltrio le 7ème continent auf dem Festival Vive le jazz in Köln. 
In einer Box mit dem Titel blòc legte er 2023 sechs, auch einzeln erhältliche CDs mit „Highlights seiner musikalischen Reise“ zwischen 2017 und 2022 vor. Ferner arbeitete Niggenkemper mit Musikern wie Louis Sclavis, Wolfgang Puschnig, Gunther Schuller, Ingrid Schmoliner, Steve Slagle, John Butcher (Fluid Fixations, 2024) und Gebhard Ullmann (Impromptus and Other Short Works) zusammen.

## Diskographische Hinweise
- pasàpas (Konnex, 2008)
- Urban Creatures (JazzHausMusik, 2010)[4]
- PascAli: Suspicious Activity (Creative Sources, 2012), mit Sean Ali
- Pascal Niggenkemper Vision7: Lucky Prime (Clean Feed Records, 2013), mit Christian Lillinger, Els Vandeweyer, Emilie Lesbros, Eve Risser, Frank Gratkowski, Frantz Loriot[5]
- Look with Thine Ears (Clean Feed, 2015; solo)
- Harris Eisenstadt: Canada Day IV (2015)
- Pascal Niggenkemper’s Le 7eme Continent: Talking Trash (Clean Feed, 2016), mit Julián Elvira, Joris Rühl, Joachim Badenhorst, Eve Risser, Philip Zoubek sowie Constantin Herzog
- Joe McPhee/Pascal Niggenkemper/Ståle Liavik Solberg: Imaginary Numbers (Clean Feed, 2017)
- From Wolves to Whales: Strandwal (2019)
- le 7ème continent: Kipppunkt (Subran Musiques Aventureuses 2023, mit Julián Elvira, Joris Rühl, Joachim Badenhorst, Liz Kosack, Philip Zoubek)[3]
- Have You Ever Wondered (Subran Musiques Aventureuses 2023, mit Corinne Salles, Ben LaMar Gay)[3]
- Beat the Odds (Subran Musiques Aventureuses 2023, mit Elisabeth Coudoux, Ricardo Jacinto, Félicie Bazelaire)[3]